# Brunkäxa
Brunkäxa (Etmopterus princeps) är en haj som lever längs norra Atlantens kuster.

## Utseende
Brunkäxan är en liten, högst 75 cm lång, kraftigt byggd haj med svartbrun kropp, krokformiga hudtänder och stora ögon. Stjärten är ljusare, likaså, dock i mindre utsträckning, undersidan. Undersidan har dessutom små ljusorgan. Båda ryggfenorna har taggar längst fram.
Arten är lik den nära släktingen blåkäxa; förutom den brunare färgen har den kraftigare huvud och gälspringor.

## Vanor
Litet är känt om artens biologi. Den är en djuphavsart som vanligtvis lever på djup mellan 350 och 2 200 m. I norra Atlanten kan den dock gå långt ner som 4 500 m. Födan består främst av fisk, bläckfiskar och kräftdjur. Brunkäxan blir könsmogen vid omkring 65 cm och föder troligtvis levande ungar.

## Utbredning
Brunkäxan finns i norra Atlanten från Nova Scotia i Kanada till New Jersey i USA, vidare via östra Grönland, södra Island, Färöarna, Brittiska öarna, västra Sydeuropa och Marocko till Mauretanien. Osäkra uppgifter finns även från Nya Kaledonien i västra Stilla havet.

## Kommersiell användning
Den erhålles som bifångst i samband med djuphavstrålning. Även om IUCN klassificerat den som kunskapsbrist, ser man detta faktum som ett möjligt hot mot arten.